# Ynys y Bîg
Ynys y Bîg est une île du pays de Galles située dans le détroit du Menai qui sépare l'île d'Anglesey du reste du pays ; elle se trouve à proximité de l'île Ynys Castell.

## Étymologie
Le nom de l'île est composé des mots gallois ynys (« île ») et bîg, peut-être l'altération de pig (« pic, pioche »).

## Description
L'île est rattachée à l'île d'Anglesey par un pont de bois aujourd'hui vétuste. Elle est accessible à marée basse.